# Екшн мен
Екшн мен (енгл. Action Man) дечја је играчка осмишљена у компанији Палитој у Великој Британији 1966. године. Играчка је настала као лиценцирана копија сличне америчке играчке Џи Ај Џо. Првобитна верзија Екшн мена подразумевала је мушког војника уз коју су се продавале различите униформе, оружје и предмети. Временом су излазиле многобројне серије производа с различитим дизајном и сложенијим механизмима (покретне зенице, наснимљени глас и др.). Екшн мен је дуго био једна од најпопуларнијих играчака за дечаке, иако су у први мах поједини родитељи били сумњичави према концепту који је наликовао на „лутке за дечаке”. Компанија Палитој је престала с радом 1986, те је са њом престала производња ове играчке, али је компанија Хасбро обновила производњу 1993. са нешто промењеним концептом, по коме је Екшн мен више био авантуриста и фигура налик на Џејмса Бонда, а не само класичан војник.